# Henry Morshead
Henry Treise Morshead (Devon, 23 novembre 1882 – Pyin Oo Lwin, 17 maggio 1931) è stato un esploratore e alpinista britannico. 
È ricordato per diversi successi: con Frederick Bailey esplorò la gola di Tsangpo e alla fine confermò che lo Yarlung Tsangpo sfocia nel fiume Brahmaputra dopo essere caduto a cascata attraverso l'Himalaya; fu anche membro della spedizione britannica all'Everest del 1921 e del 1922 e in quest'ultima salì a un'altezza di oltre 7600 metri. La sua morte è dovuta a un omicidio e le circostanze rimangono misteriose.

## Biografia
Nato nel 1882 e cresciuto a Hurlditch Court, vicino a Tavistock, presso il confine tra Devon e Cornovaglia, Henry Morshead era il figlio maggiore di Reginald Morshead, un banchiere, e di Ella Mary Morshead, nata Sperling. Fu educato al Winchester College dove andò ragionevolmente bene e in un secondo tentativo superò gli esami per entrare alla Royal Military Academy di Woolwich, per diventare un ufficiale dei Royal Engineers nel 1901.  Alla Royal School of Military Engineering aveva risultati così eccellenti che nel 1904 fu assegnato all'esercito indiano presso i Royal Engineers' Military Works Services ad Agra . 
Nel 1906 si unì al Survey of India dove, come spesso accadeva, mantenne il suo status e grado militare. A parte il suo servizio nella Grande Guerra, rimase con il Survey fino alla sua morte. Morshead era di base a Dehradun, Uttarakhand, il quartier generale scientifico ed esplorativo del Survey of India. Divenne responsabile dell'Ufficio per le mappe forestali, poi dell'Ufficio di calcolo, quindi del Triangulation Surveying Party. Divenne esperto dell'esplorazione himalayana, in particolare in Tibet. Si distinse in diverse ardue spedizioni invernali himalayane. Era un duro, capace di vivere bene in zone di regioni con caldo estremo e grande pericolo. Morshead fu promosso capitano nel 1912.
In congedo nel 1916, incontrò Evelyn (Evie) Widdicombe, segretaria e bibliotecaria della Froebel Society for the Promotion of the Kindergarten System. La sua famiglia si era trasferita in Canada quando Evie era una bambina dove suo padre, Harry Templer Widdicombe, non era riuscito a trovare fortuna così sua madre era tornata in Inghilterra con i bambini. Sua madre aveva fondato un club residenziale per donne che ebbe successo. Morshead sposò Evie nel 1917 e ebbero quattro figli e una figlia. Due dei loro figli furono uccisi nella seconda guerra mondiale.

## Esplorazione della gola di Tsangpo
A nord dell'Himalaya, il fiume Yarlung Tsangpo scorre a est attraverso l'altopiano tibetano e poi si trasforma a sud in una serie di imponenti gole nelle montagne dell'Himalaya. Fino al 1880 non era noto per quale rotta alla fine raggiungesse il mare o anche se sfociasse nel Pacifico o nell'Oceano Indiano. Nel 1911 il collegamento con il fiume Brahmaputra era stato ampiamente accettato, ma un altro mistero rimaneva: il fiume scendeva da 2700 kmetri a soli 300, a una distanza di forse 160 km, estremamente ripido per un fiume di queste dimensioni.  Sembrava ci dovesse essere una massiccia cascata e, in effetti, Kinthup ne aveva segnalata una alta quasi 50 metri.
Nel 1913 Frederick Bailey, un ufficiale dei servizi segreti della British Indian Army, invitò Morshead ad essere l'addetto ai rilevamenti in una spedizione per esplorare la gola dello Yarlung Tsangpo, ora nota per essere la gola più profonda del mondo.  Bailey e Morshead esplorarono da sud con Morshead che rilevava l'intero percorso e calcolava i risultati man mano che procedevano per non ritardarl grupposso. Risalendo il fiume Dibang hanno attraversato lo spartiacque himalayano nel Tibet per raggiungere il fiume Dihang (Brahmaputra) e risalire la gola5]
Arrivati a Lagung, appena ad est di Namcha Barwa, furono arrestati dal Nyerpa di Pome che li portò a Showa sul fiume Po Tsangpo. Dopo essere stati imprigionati per diversi giorni sono stati rilasciati. Alla fine raggiunsero di nuovo il fiume Dihang, questa volta a monte della gola e appena a sud di Gyala Peri da dove penetrarono nell'enorme distesa della gola di Tsangpo, ma raggiunsero solo Pemakoi-chen dove trovarono la gola impraticabile a circa 45 miglia (72 km) a monte di Lagong. Tornarono in India tornando indietro e passando per il Bhutan orientale. La spedizione percorse 2700 km a piedi e durò dal 16 maggio al 14 novembre 1913.
In tal modo dimostrarono che l'affluente Dibang del Brahmaputra scorre intorno piuttosto che attraverso le montagne himalayane e non si collega con lo Tsangpo.  Hanno anche dimostrato in modo definitivo che lo Tsangpo–Dihang–Brahmaputra era un unico fiume e per la prima volta ne fu stabilito il corso preciso. La cascata più alta che rinvennro era alta 9 metri e fu ritenuto improbabile che ce ne fosse una più alta. Per il suo lavoro Morshead ricevette la Medaglia Macgregor dalla United Service Institution of India. All'epoca la spedizione era considerata una grande impresa di esplorazione e ottenne consensi internazionali.

## Servizio di guerra e ritorno al Survey of India
Allo scoppio della guerra nel 1914 fu inviato in India ma fu immediatamente rimandato in Inghilterra per addestrare i genieri. Nel 1915 comandò la 212ª compagnia da campo, 33ª divisione degli ingegneri reali nella battaglia dell'Hohenzollern Redoubt. La sua compagnia fu spostata per la battaglia della Somme dove fu promosso maggiore nel 1916 e ricevette il DSO.  Partecipò alla battaglia di Arras e alla battaglia di Passchendaele dopo di che fu evacuato a casa con la febbre da trincea, tornando in Francia nel 1918 e promosso tenente colonnello di brevetto al comando del 46° (North Midland) Divisional Engineers. Fu ferito da schegge durante una ricognizione nella battaglia di Cambrai e fu rimandato in Inghilterra. Dopo tre settimane di congedo tornò al fronte ma la guerra era ormai appena finita
Dopo la guerra Morshead, tornato al suo grado sostanziale di maggiore, tornò al Survey of India per guidare il lavoro di rilevamento in Waziristan. Nel 1920 accompagnò Alexander Kellas nel tentativo di scalare il Kamet (7756 metri) ma i portatori furono persuasi a stabilire un campo a 7200 metri. Morshead si prese la colpa: "Non ho altro che elogi per i portatori Bhutia dell'Himalaya superiore. Sulla roccia si arrampicano come capre, mentre sul ghiaccio imparano prontamente a tagliare i gradini. Appare molto dubbio se le attuali spese di importazione delle guide alpine possano mai giustificare il loro impiego in future esplorazioni himalayane". Sebbene la spedizione non raggiunse la vetta, i loro studi fisiologici in quota sarebbero stati di aiuto nelle spedizioni sull'Everest degli anni successivi.

## Monte Everest

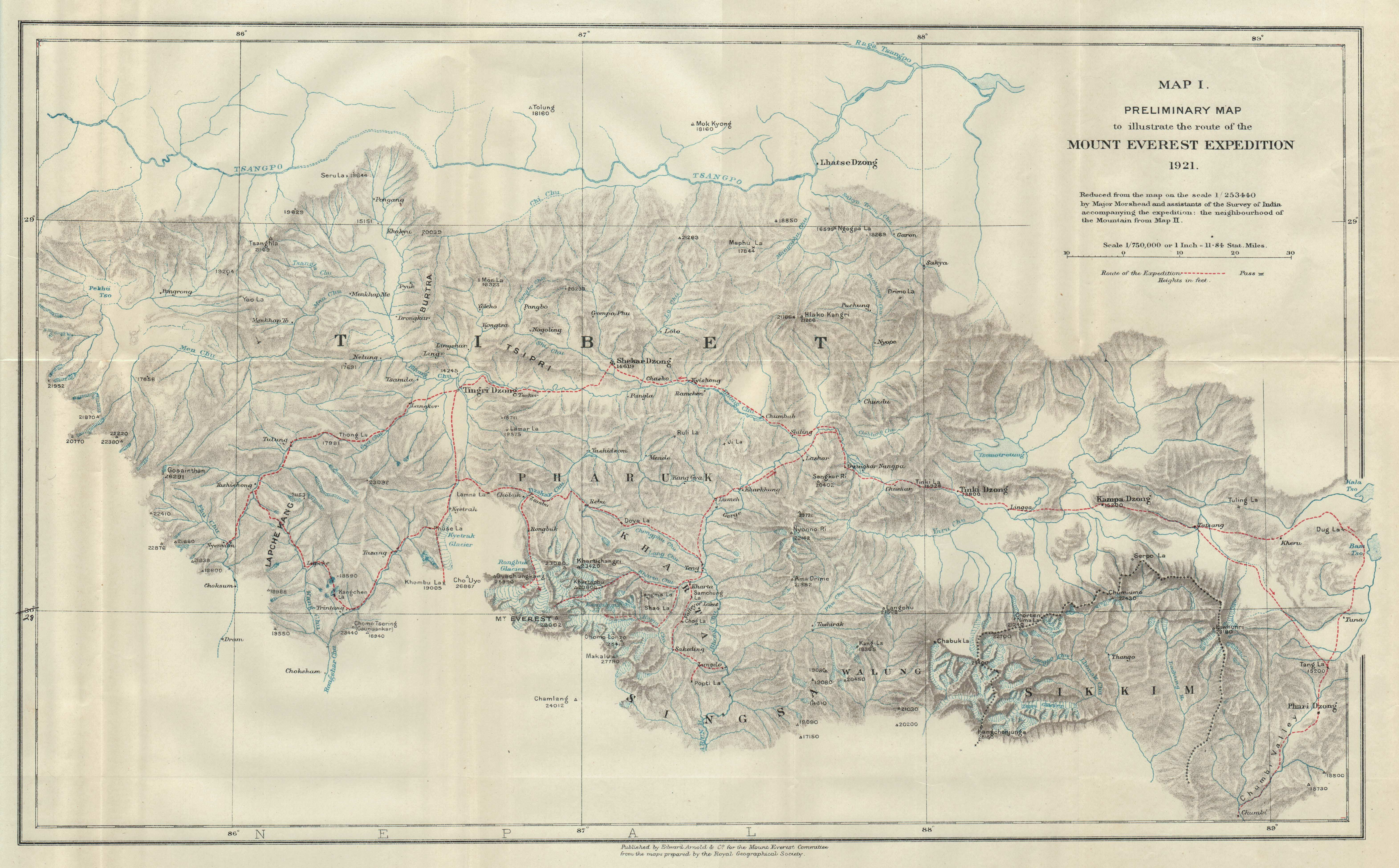
La mappa di Morshead

Nella spedizione di ricognizione del 1921, Morshead guidò il team del Survey of India team che stilò la mappa di 12 000 miglia quadre (31 000 km²) di un territorio completamente inesplorato. Durante questa spedizione scalò il Kama Changri alto 6500 metri e con George Mallory fu il primo a stabilire un campo a 6810 metri d'altezza sul Lhakpa La.

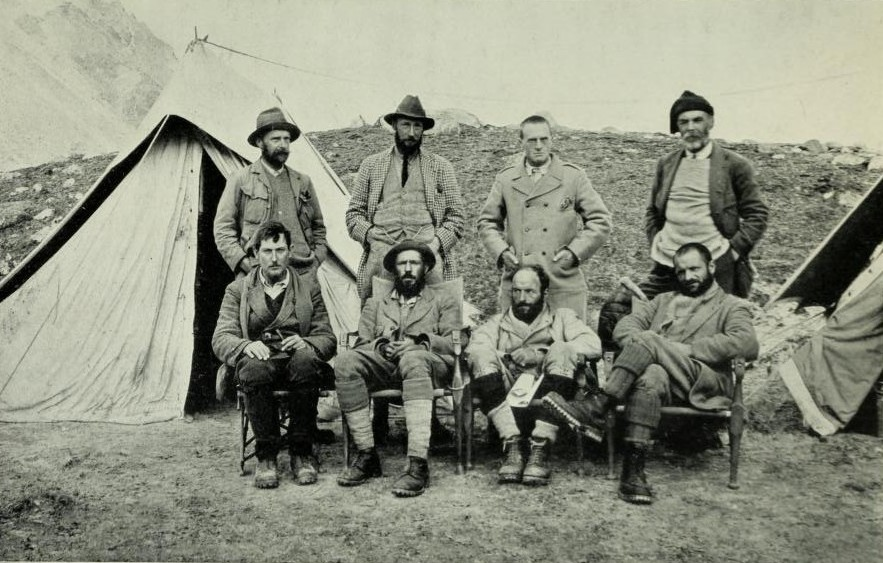
Team della spedizione britannica sull'Everest del 1921. Morshead è il primo seduto a destra.

Nella spedizione del 1922, Morshead era un membro della squadra di scalatori dell'Everest. Poiché gli era stato permesso di partire solo all'ultimo minuto, il suo abbigliamento da spedizione dovette essere acquistato al bazar di Darjeeling ed era inadeguato.  Il 20 maggio 1922 con Mallory, Howard Somervell e Teddy Norton, Morshead era nella prima squadra d'assalto, che tentò di raggiungere la vetta senza ossigeno. Quando il gruppo lasciò il Colle Nord per dirigersi verso la cresta nord-est, lo zaino di Norton cadde in un ghiacciaio e questo ridusse l'abbigliamento notturno disponibile per il campo V a 7600 metri.  L'accampamento si trovava all'altitudine più elevata mai raggiunta prima.  La mattina successiva un altro zaino scivolò via ma Morshead discese 30 metri per recuperarlo. Tuttavia, riprendendo la salita Morshead non fu in grado di continuare e così scese al campo V mentre gli altri tre proseguirono. La squadra arrivò a 8225 metri prima di tornare indietro.
Si unirono a Morshead al campo V che ormai aveva molto freddo e tutti e quattro scesero immediatamente al campo IV sul Colle Nord. Lungo la strada Morshead scivolò e trascinò altri due uomini lungo il canale. Tuttavia Mallory riuscì a fermare la caduta e salvò la vita a tutti. Raggiunsero il campo alle 23:30, ma un errore logistico aveva fatto sì che la stufa e il carburante fossero stati portati in un campo inferiore, quindi non c'era acqua liquida e quindi cibo commestibile disponibile. Dopo essere sopravvissuti alla notte sul Colle, scesero sul ghiacciaio il giorno successivo, ma a quel punto Somervell pensava che Morshead "non fosse lontano dalla morte". Norton, il capo della spedizione, scrisse di lui, "ha continuato a camminare ostinato senza lamentarsi e nonostante una brutta caduta su un pendio di ghiaccio, sapendo che la sicurezza dell'intero gruppo dipendeva dalla sua determinazione a 'mantenere la rotta'".  Morshead ebbe un grave congelamento alle mani e un piede e in seguito gli vennero amputate tre dita. Tuttavia, all'epoca nascose il dolore delle ferite ai suoi colleghi.

## Bangalore e Birmania
Per la spedizione dell'Everest del 1924 Morshead non fu considerato in grado di partecipare come alpinista a causa delle ferite riportate ma gli fu offerto il ruolo di ufficiale di trasporto e del campo base.Fu costretto a rifiutare perché i suoi datori di lavoro non gli avrebbero concesso il permesso, anche per un congedo non retribuito. Tuttavia, nei Giochi Olimpici del 1924 furono assegnate medaglie per l'alpinismo e Morshead ricevette una medaglia speciale assegnata agli alpinisti della spedizione del 1922.
Nel 1923 una promozione prevedeva il trasferimento a Bangalore, lontano dall'Himalaya. Condusse una vita sociale attiva, con sport e caccia grossa all'ordine del giorno.  Nel 1927, si unì a una spedizione dell'Università di Cambridge a Spitsbergen, dopodiché tornò in India via terra fino a Bassora, in Iraq. Fu promosso tenente colonnello nel 1928, diventando vicedirettore del ramo geodetico.
L'aprile 1929 portò la promozione a Direttore del circolo di Burma del Survey of India'  dove Morshead visse a Maymyo, in Birmania. All'epoca la Birmania era una provincia dell'India britannica. Studiò la lingua birmana e ha fatto lunghi tour di ispezione di rilevamento in quel paese. Fino a quel momento la sua famiglia aveva sempre vissuto con lui, ma il figlio maggiore divenne abbastanza grande per andare a scuola e così tornò in Inghilterra, inizialmente con la tata.

## L'omicidio
Nel febbraio 1931 Morshead rimase in Birmania mentre il resto della famiglia tornò in Inghilterra per motivi di istruzione. Era un periodo di agitazione. In Birmania era iniziata una ribellione, contro il dominio britannico, e i ribelli Thakin erano nelle vicinanze di Maymyo. Un collega di Morshead era stato colpito a colpi di arma da fuoco da un dipendente disamorato della Survey che era stato condannato per tentato omicidio. Il 17 maggio 1931 Morshead partì da solo e più tardi quel giorno il suo pony senza cavaliere fu scoperto a Maymyo. Dopo lunghe ricerche, il suo corpo fu trovato il giorno successivo nella giungla vicina. Era stato colpito al petto a bruciapelo. Due persone vennero arrestate, un ex Gurkha che in quel momento era fuori a sparare e l'uomo di cui aveva usato la pistola. Non c'era alcun movente in apparenza e nessuna accusa fu mai presentata perché entrambi gli uomini sembravano avere un alibi.
Nel 1982 il figlio di Morshead, Ian, pubblicò una biografia di suo padre.  Riguardo alla morte di suo padre era sospettoso perché, sebbene i primi resoconti dei giornali dicessero che suo padre era stato assassinato, rapporti successivi parlavano del suo essere stato ucciso da una tigre o da ribelli. Nel 1980 Ian Morshead visitò la Birmania e parlò con alcune delle persone coinvolte in quel momento. Quando la famiglia di suo padre era tornata in Inghilterra, la sorella di Henry, Ruth, viveva con lui in Birmania. Henry disapprovava un leader locale della comunità, Syed Ali, che era stato visto andare a cavallo con Ruth. Morshead forse aveva litigato con lui. Una settimana dopo, durante il fatale viaggio in pony di Henry, è probabile che avesse preso in prestito il pony di Syed Ali perché quando il pony tornò senza scorta a Maymyo andò a casa di Syed Ali, passando proprio accanto alla casa di Henry. Ian Morshead ipotizzò, ma alla fine dubitò della propria speculazione, che Syed Ali avesse organizzato l'uccisione di Henry e che ciò fosse stato eseguito dal Gurkha.

### Annotazioni
1. ↑  The group responsible for military engineering in India and Burma.
2. ↑  In British India, many governmental functions were divided into regional directorates called "Circles".

### Fonti
1. ↑   Geni,  http://www.geni.com/people/Henry-Morshead/6000000005437634492.
2. ↑   westendvancouver,  http://westendvancouver.wordpress.com/biographies-n-z/biographies-w-x-y-z/widdicombe-harry-templer-1864-after-1915/.
3. ↑   War Office. 22nd June, 1928 (PDF), in The London Gazette, 28 giugno 1928,  p. 4265. URL consultato il 13 agosto 2014.